# Ha llegado una intrusa
Ha llegado una intrusa es una telenovela mexicana dirigida por Manolo García y producida por Valentín Pimstein para la cadena Televisa en 1974, que contó con las actuaciones de Jacqueline Andere y Joaquín Cordero en los roles protagónicos, y Sylvia Pasquel y Virginia Gutiérrez en los roles antagónicos.

## Argumento
Alicia Bernal es una joven honesta y buena que ha vivido toda su vida en un internado para señoritas en la Ciudad de México. Ella ha estudiado gracias a una misteriosa persona quien paga sus estudios, pero Alicia nunca ha sabido de quién se trata, ya que ella es huérfana y a la única persona a la que tiene es a su amiga Hilda Moreno Sáinz. Sin embargo, esta amistad es extraña: Hilda es una joven caprichosa, arrogante y muy amargada quien también ha residido en el internado desde niña, ya que su padre, don Rafael, la encerró allí conociendo la maldad de su hija e Hilda manipula a su antojo a Alicia. 
Un día, Hilda se fuga con su novio, Tony, obligando también a Alicia a ir con ellos. Los tres llevan una vida llena de vicios hasta que Hilda y Tony mueren en un trágico accidente de tren. Alicia, sin nadie en el mundo y viéndose sola y sin un lugar a donde ir, decide tomar la identidad de su amiga y se presenta como ella en la hacienda donde vive, "La Encina", ubicada en Tabasco. Allí descubre que todos odiaban a Hilda, por lo que Alicia no es bien recibida; sobre todo por su madrastra, Virginia, una mujer muy ambiciosa quien siempre la ha odiado por considerarla una rival para la herencia de Rafael. 
Sin embargo, poco a poco Alicia logrará ganarse el cariño de todos, y sobre todo del ingeniero Carlos Morán, quien en un principio desconfía de ella gracias a su mala fama, pero al final termina enamorándose de ella. Cuando todo parece ir bien y Alicia por fin se siente feliz de tener el cariño que nunca recibió, Hilda (quien sobrevivió al accidente) se presenta en la hacienda con la identidad de Verónica, con el único fin de destruir a Alicia.

## Elenco
- Jacqueline Andere - Alicia Bernal
- Joaquín Cordero - Ingeniero Carlos Morán
- Sylvia Pasquel - Hilda Moreno Sáinz / Verónica
- Rafael Banquells - Don Rafael Moreno
- Virginia Gutiérrez - Virginia Moreno
- Rogelio Guerra - Gabino
- Rosario Granados - Daniela
- Héctor Gómez - Cuco
- Augusto Benedico - Ingeniero Ernesto Lascuráin
- Angelines Fernández - Carmelita
- Alma Muriel - Nelly Carvajal
- Patricia Aspíllaga - Margarita
- Raúl "Chato" Padilla - Yando
- Carmen Salas - Esperanza
- Ricardo Cortés - Luis
- Claudio Obregón - Dr. Rubén Carvajal
- Wally Barrón - Pancho
- Miguel Suárez - Herminio
- Emma Grise - Juana
- Carlos East - Tony
- Rocío Banquells